# كامبيوتش
بلدية كامبيوتش (بالإسبانية: Camplloch) هي بلدية تقع في مقاطعة جرندة التابعة لمنطقة كتالونيا شمال شرق إسبانيا.

## الديموغرافيا
بلغ عدد سكان بلدية كامبيوتش 497 نسمة عام 2011 (وفقاً للمعهد الوطني الإسباني للإحصاء).
| 280 | 311 | 318 | 368 | 400 | 423 | 497 |

## أعلام
- جيرارد غومباو